# Siyanşor-sjön
Siyanşor-sjön (azerbajdzjanska: Siyanşor gölü) är en saltsjö i Azerbajdzjan.   Den ligger i distriktet Apsjeron, i den östra delen av landet, 18 km norr om huvudstaden Baku. Arean är 0,44 kvadratkilometer.
Omgivningarna runt Siyanşor-sjön är i huvudsak ett öppet busklandskap. Runt Siyanşor-sjön är det tätbefolkat, med 982 invånare per kvadratkilometer.